# Бондаренко, Борис Анисимович
Борис Анисимович Бондаренко (1923-2017) - академик Академии наук Узбекистана, учёный в области вычислительной математики и дифференциальных уравнений.

## Биография
Родился 19 октября 1923 года в г. Давлеканово, Башкирия. В 1928 г. переехал с родителями в Ташкент.
В 1942-1948 гг. служил в армии, окончил Ташкентское пехотное училище. Участник войны.
После демобилизации окончил Среднеазиатский государственный университет по направлению математика (1953).
Защитил кандидатскую (1962), а затем докторскую диссертацию (1970). Профессор (1974). 
Научная и научно-педагогическая деятельность:
- 1953-1972 младший, старший научный сотрудник, учёный секретарь Института математики и механики АН УзССР,
- 1972-1980 заведующий кафедрой теоретической механики Ташкентского института инженеров железнодорожного транспорта,
- 1980—1993 зав. лабораторией «Численные методы», зам. директора по науке Института кибернетики НПО «Кибернетика», зам. генерального директора НПО «Кибернетика».
- 1993—2012 ведущий научный сотрудник лаборатории «Алгоритмизация».

Член-корреспондент (1984), академик (2000) Академии наук Республики Узбекистан.
Автор монографий:
- «Полигармонические полиномы» (1968),
- «Квазиполиномиальные функции и их приложения к задачам теории упругости» (1978),
- «Операторные алгоритмы в дифференциальных уравнениях» (1984),
- «Базисные системы полиномиальных и квазиполиномиальных решений уравнений в частных производных» (1987),
- «Обобщенные треугольники и пирамиды Паскаля» (1990).

Заслуженный деятель науки Узбекской ССР (1983). Награжден орденами Красной Звезды и Отечественной войны 2-й степени и 20 медалями, в том числе медалью «Жасорат».